# George Evans (Politiker)

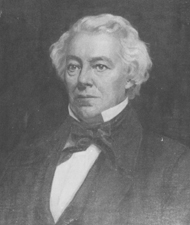
George Evans

George Evans (* 12. Januar 1797 in Hallowell, Massachusetts; † 6. April 1867 in Portland, Maine) war ein US-amerikanischer Politiker (Whig Party), der den Bundesstaat Maine in beiden Kammern des Kongresses vertrat.
Evans kam in Hallowell im Kennebec County zur Welt, das heute im 1820 von Massachusetts abgespaltenen Maine liegt. Nach seinem Abschluss am Bowdoin College im Jahr 1815 studierte er die Rechtswissenschaften, wurde in die Anwaltskammer aufgenommen und begann in Gardiner zu praktizieren.
Seine politische Laufbahn begann Evans als Abgeordneter im Repräsentantenhaus von Maine, in dem er 1829 als Speaker fungierte. Im selben Jahr kandidierte er bei einer Nachwahl zum Repräsentantenhaus der Vereinigten Staaten für den Sitz des in den Senat gewechselten Peleg Sprague und war siegreich. Er gehörte der Parlamentskammer bis zu seinem Rücktritt am 3. März 1841 an; während dieser Zeit war er unter anderem Vorsitzender des Ausschusses zur Kontrolle der Ausgaben des Finanzministeriums.
Evans wechselte wie zuvor Sprague innerhalb des Kongresses in den Senat. Hier wurde er unter anderem Vorsitzender des Finanzausschusses sowie des Committee on Manufactures. 1846 bewarb er sich um die Wiederwahl, unterlag jedoch dem Demokraten James W. Bradbury. In der Folge arbeitete er wieder als Jurist in Portland, war aber auch weiterhin politisch tätig. So war er Vorsitzender einer Kommission zur Prüfung von Ansprüchen gegenüber Mexiko nach dem Mexikanisch-Amerikanischen Krieg. In seinem Heimatstaat Maine bekleidete er zudem zwischen 1850 und 1858 mehrfach das Amt des Attorney Generals.